# لائودیس چهارم
لائودیس چهارم (انگلیسی: Laodice IV؛  – ) (در نیمه دوم قرن سوم قبل از میلاد و نیمه اول قرن دوم قبل از میلاد قدرت پیدا کرد) فرمانروای مطلق اهل امپراتوری سلوکی بود. یک شاهزاده خانم یونانی، سر کاهن و یک ملکه امپراتوری سلوکی بود. آنتیوخوس سوم در سال ۱۹۳ قبل از میلاد لائودیسه را به عنوان کاهن اصلی فرقه دولتی که به مادرش لائودیس سوم در قوم ماد اختصاص داده شده بود منصوب کرد.
او بعداً با سه پادشاه امپراتوری سلوکی - همهٔ برادرانش - ازدواج کرد.